# Гимн Румынии
Гимн Румынии (рум. Deşteaptă-te, române! «Проснись, румын!») — гимн Румынии с 1989 года и гимн Молдавии в 1917—1918 и 1991—1994 годах. Стихи национального гимна Румынии принадлежит Андрею Мурешану (1816—1863), поэту романтического направления, журналисту, переводчику, трибуну эпохи Революции 1848. Стихотворение «Эхо» («Un răsunet») А. Мурешану, опубликованное во время революции 1848 года, было положено на музыку в несколько дней.
Музыка была, по официальной версии, написана Антоном Панном (1796—1854), поэтом и этнографом, человеком большой культуры, певцом и автором учебников музыки. По другой версии, она является обработкой церковного гимна Из груди матери моей (рум. Din sânul maicii mele), выполненной Георге Ученэску (1820—1897), другом Мурешану.

## Исполнение
Государственный гимн Румынии состоит из 11 строф, четыре из них должны исполняться в торжественных случаях (выделены жирным шрифтом). Впервые было исполнено 29 июня 1848 года в Рымнику-Вылче. Название «Пробудись, румын!» имеет как социальный, так и национальный уровень:
- социальный, потому что накладывает постоянное состояние обеспечивающее переход к новому миру;
- национальный, потому что присоединяет это пробуждение к исторической традиции.

Гимн содержит возвышенное «сейчас или никогда», существующее в других национальных гимнах, от «Пайона», с которым греки воевали в Марафоне и Саламине, до «Марсельезы» Великой французской революции.

## Текст
| Deșteaptă-te, române! | Дештяптэ-те, ромыне! (транскрипция) | Русский буквальный перевод | Перевод Марии Шалаевой |
| --- | --- | --- | --- |
| Deșteaptă-te, române, din somnul cel de moarte, În care te-adânciră barbarii de tirani Acum ori niciodată croiește-ți altă soarte, La care să se-nchine și cruzii tăi dușmani.                           | Дештяптэ-те, ромыне, дин сомнул чел де моарте, Ын каре те-адынчирэ барбарий де тирань Акум орь ничиодатэ кроеште-ць алтэ соарте, Ла каре сэ се-нкине ши крузий тэй душмань.                             | Пробудись, румын, от мертвенного сна, В который погружён тиранами-варварами. Сейчас или никогда создай свою новую судьбу, Перед которой склонятся даже жестокие твои враги.                                | Отбрось оковы, сердце румынского народа, Восстань от векового, от мертвенного сна! Уже настало время зажечь огонь свободы И за свои страданья врагам воздать сполна!                    |
| Acum ori niciodată să dăm dovezi la lume Că-n aste mâni mai curge un sânge de roman, Și că-n a noastre piepturi păstrăm cu fală-un nume Triumfător în lupte, un nume de Traian.                          | Акум орь ничодатэ сэ дэм довезь ла луме Кэ-н асте мынь май курӂе ун сынӂе де роман, Ши кэ-н а ноастре пьептурь пэстрэм ку фалэ-ун нуме Триумфэтор ын лупте, ун нуме де Траян.                           | Сейчас или никогда докажем миру, Что в этих руках ещё течёт римская кровь И в нашей груди мы храним с гордостью имя Победителя в битвах, имя Траяна.                                                       | Уже настало время низвергнуть гнет тирана, Принесший столько горя и зла краям родным. Пусть целый мир узнает: мы — правнуки Траяна, И чести славных предков вовек не посрамим!          |
| Înalță-ți lata frunte și caută-n giur de tine, Cum stau ca brazi în munte voinici sute de mii; Un glas el mai așteaptă și sar ca lupi în stâne, Bătrâni, bărbați, juni, tineri, din munți și din câmpii. | Ыналцэ-ць лата фрунте ши каутэ-н ӂиур де тине, Кум стау ка бразь ын мунте войничь суте де мий; Ун глас ел май аштяптэ ши сар ка лупь ын стыне, Бэтрынь, бэрбаць, жунь, тинерь, дин мунць ши дин кымпий. | Поднимите свои широкие лбы и посмотрите вокруг: Могучие сотни тысяч стоят, как сосны в горах, Они ждут голоса, чтобы пойти в атаку, как волки в овраге: Старики, мужчины, юноши и молодёжь с гор и равнин. | Как сосны вековые, стоят стеной солдаты, Готовы с грозным кличем помчаться на врага, Разя за край родимый, за гордые Карпаты: Без родины свободной нам жизнь не дорога.                 |
| Priviți, mărețe umbre, Mihai, Ștefan, Corvine, Româna națiune, ai voștri strănepoți, Cu brațele armate, cu focul vostru-n vine, «Viața-n libertate ori moarte» strigă toți.                              | Привиць, мэреце умбре, Михай, Штефан, Корвине, Ромына нациуне, ай воштри стрэнепоць, Ку брацеле армате, ку фокул востру-н вине, «Вьяца-н либертате орь моарте» стригэ тоць.                             | Смотрите, великие предки, Михаил, Стефан, Корвин, На румынскую нацию, на ваших потомков, С оружием в руках и вашим огнём в венах, «Свободная жизнь или смерть» кричат все.                                 | О Михай, Штефан, Матьяш, великие владыки, Не стыдно нам, потомкам, в глаза вам посмотреть: В руках мечи сверкают, огнём пылают лики, Как гром, призыв суровый: «Свобода или смерть!»    |
| Pre voi vă nimiciră a pizmei răutate Și oarba neunire la Milcov și Carpați Dar noi, pătrunși la suflet de sfânta libertate, Jurăm că vom da mâna, să fim pururea frați.                                  | Пре вой вэ нимичирэ а пизмей рэутате Ши оарба неунире ла Милков ши Карпаць Дар ной, пэтруншь ла суфлет де сфынта либертате, Журэм кэ вом да мына, сэ фим пуруря фраць.                                  | Вас погубило жалкое бесчестие И раздоры между Милковом и Карпатами, Но мы клянёмся, до глубины души наполненные духом святой свободы, Что объединимся и навсегда станем братьями.                          | Погибель принесли вам кровавые раздоры, Сердца сковала ваши жестокая вражда, Но мы клянемся смело: ни реки и ни горы Не смогут разделить нас, мы — братья навсегда!                     |
| O mamă văduvită de la Mihai cel Mare Pretinde de la fii-și azi mână d-ajutori, Și blastămă cu lacrămi în ochi pe orișicare, În astfel de pericul s-ar face vânzători.                                    | О мамэ вэдувитэ де ла Михай чел Маре Претинде де ла фий-ши азь мынэ д-ажуторь, Ши бластэмэ ку лакрэмь ын окь пе орьшикаре, Ын астфел де перикул с-ар фаче вынзэторь.                                    | Овдовевшая мать Михая Великого Сегодня требует от своих сыновей руки помощи, И со слезами на глазах проклянёт любого, Кто продаст её в такой опасности.                                                    | Мать Михая-героя, вдова, стоит пред нами, На славный подвиг ратный благословляет нас, Но будет ею проклят с презреньем и слезами, Кто дрогнет и отступит в тяжелый этот час.            |
| De fulgere să piară, de trăsnet și pucioasă, Oricare s-ar retrage din gloriosul loc, Când patria sau mama, cu inima duioasă, Va cere ca să trecem prin sabie și foc.                                     | Де фулӂере сэ пьярэ, де трэснет ши пучоасэ, Орькаре с-ар ретраӂе дин глориосул лок, Кынд патрия сау мама, ку инима дуйоасэ, Ва чере ка сэ тречем прин сабие ши фок.                                     | Пусть погибнут от грома, молний и серы те, Кто отступит от славного нашего места, Когда наша Родина-мать с нежным сердцем Попросит нас пройти через меч и пламя.                                           | Мы за тебя готовы пройти сквозь сталь и пламя, Румыния, веди нас, сражаться нам вели! Пусть тех, кто сердцем будет с коварными врагами, Господь огнём и серой сотрет с лица земли!      |
| N-ajunge iataganul barbarei semilune, A cărui plăgi fatale și azi le mai simțim; Acum se vâră cnuta în vetrele străbune, Dar martor ne de Domnul că vii nu oprimim.                                      | Н-ажунӂе ятаганул барбарей семилуне, А кэруй плэӂь фатале ши азь ле май симцим; Акум се вырэ кнута ын ветреле стрэбуне, Дар мартор не де Домнул кэ вий ну опримим.                                      | Не хватит ятаганов у полумесячных варваров, От которых мы получили смертельные раны. Раны от кнута затягиваются на ветру, Но Господь будет свидетелем, что никого мы не оставим в живых.                   | Довольно мы страдали от черных ятаганов, Нам не страшны удары позорного кнута. Вставайте же, румыны! Долой ярмо тиранов! Свобода, честь отчизны навек для нас свята.                    |
| N-ajunge despotismul cu-ntreagă lui orbie, Al cărui jug de seculi ca vitele-l purtăm; Acum se-ncearcă cruzii, cu oarba lor trufie, Să ne răpească limba, dar morți numai o dăm.                          | Н-ажунӂе деспотисмул ку-нтрягэ луй орбие, Ал кэруй жуг де секуль ка вителе-л пуртэм; Акум се-нчяркэ крузий, ку оарба лор труфие, Сэ не рэпяскэ лимба, дар морць нумай о дэм.                            | Не хватит деспотизма со всей его слепотой, Чьё ярмо мы веками несли, как скот; Теперь эти жестокие люди, с их слепой гордыней, Хотят отнять наш язык, но мы сдадимся только мёртвыми.                      | Пусть враг нас хочет сделать скотиной бессловесной, Похитить речь родную и мудрость наших книг, На смертный бой пойдем мы, ряды смыкая тесно, И не пленит захватчик свободный наш язык! |
| Români din patru unghiuri, acum ori niciodată Uniți-vă în cuget, uniți-vă-n simțiri. Strigați în lumea largă că Dunărea-i furată Prin intrigă și silă, viclene uneltiri.                                 | Ромынь дин патру унгюрь, акум орь ничодатэ Уници-вэ ын куӂет, уници-вэ-н симцирь. Стригаць ын лумя ларгэ кэ Дунэря-й фуратэ Прин интригэ ши силэ, виклене унелтирь.                                     | Румыны с четырёх земель, сейчас или никогда Объединяйтесь в мыслях, объединяйтесь в чувствах. Заявите всему миру, что Дунай украден Глупыми интригами и хитрыми уловками.                                  | Сыны земли румынской, забудем разногласья, Единой силой встанем за милый отчий край, И о злодействе новом заявим громогласно: В руках убийц коварных великий наш Дунай!                 |
| Preoți, cu crucea-n frunte căci oastea e creștină, Deviza-i libertate și scopul ei preasfânt. Murim mai bine-n luptă, cu glorie deplină, Decât să fim sclavi iarăși în vechiul nost’pământ.              | Преоць, ку кручя-н фрунте кэчь оастя е крештинэ, Девиза-й либертате ши скопул ей прясфынт. Мурим май бине-н луптэ, ку глорие деплинэ, Декыт сэ фим склавь ярэшь ын векюл ност’пэмынт.                   | Священники, поднимите распятия, потому что мы христианское войско. Чей девиз — свобода и чья цель свята. Лучше погибнем во славе в бою, Чем снова станем рабами на нашей древней земле.                    | Благословенна будет грядущая расплата, Священный, вечный подвиг — спасти страну свою. Мы вызволим отчизну из рабства супостатов Или падем со славой в отчаянном бою!                    |